# HD53704
HD53704 — хімічно пекулярна зоря спектрального класу A3, що має видиму зоряну величину в смузі V приблизно  5,2.
Вона  розташована на відстані близько 315,4 світлових років від Сонця.